# Trosteanka, Volodîmîr-Volînskîi
Trosteanka (în ucraineană Тростянка) este un sat în orașul raional Ustîluh din raionul Volodîmîr-Volînskîi, regiunea Volînia, Ucraina.

## Demografie
Componența lingvistică a localității Trosteanka
     Ucraineană (98,85%)
     Alte limbi (1,14%)
Conform recensământului din 2001, majoritatea populației localității Trosteanka era vorbitoare de ucraineană (98,85%), existând în minoritate și vorbitori de alte limbi.